# Christian Oehler
Christian Gottlob Oehler (* 28. März 1909 in Stuttgart-Cannstatt; † 7. November 1986 in Netstal) war ein deutscher Maler, Zeichner, Lithograph, Holzschneider und Glasmaler.

## Leben und Werk
Christian Oehler wurde im März 1909 als drittes Kind des Dekorationsmalers Christian Oehler († 1942) und der Glarnerin Elisabeth Zweifel († 1950) im Stuttgarter Stadtteil Cannstatt geboren, wo er von 1916 bis 1924 die Volksschule besuchte. Anschließend begann er eine Lehre in einer Cannstatter Malerwerkstätte, die er im Frühjahr 1927 mit der Gesellenprüfung abschloss. 1932 nahm er ein Kunststudium an der Staatlichen Akademie der Bildenden Künste Stuttgart bei Alexander Eckener und Anton Kolig auf, das er 1938 als Meisterschüler Heinrich Altherrs, der den jungen Oehler von allen Lehrern am nachhaltigsten prägte, beendete. 
1940 wurde Oehler zum Kriegsdienst eingezogen; seine in Berlin eingelagerten Bilder verbrannten bei einem Luftangriff, das Atelier in Stuttgart wurde bei einem Bombenangriff 1944 zerstört. Am 7. November 1986 starb Christian Oehler in einem Altenheim in Netstal und wurde auf dem Friedhof in Glarus bestattet.

## Werke (Auswahl)
- 1958 (?): Glasfenster Speisung der Fünftausend. in der Himmelfahrtskirche Stuttgart-Schönberg
- 1960: Chorfenster der Margarethenkirche Bibersfeld (Schwäbisch Hall)[1]
- 1961: Glasfenster der Pauluskirche Stuttgart-West (Biblische Szenen)[2][3]
- 1968: Glasfenster der Kirche Klöntal[4]

## Auszeichnungen
- 1980: Verdienstmedaille des Landes Baden-Württemberg

## Ausstellungen (Auswahl)
- 1955: Württembergischer Kunstverein Stuttgart[5]
- 2011: Kunsthaus Glarus, «Lass uns eine kleine Reise in den Süden machen – Christine Gallati, Christian Oehler».[6]